# Joseph Clark (tennis)
Pour les articles homonymes, voir Joseph Clark et Clark.
Joseph Sill Clark est un joueur de tennis américain né le 30 novembre 1861 à Germantown et décédé le 14 avril 1956. Il a notamment remporté les Internationaux des États-Unis en 1885, en double messieurs (avec Richard Sears). Il est le frère du champion Clarence Clark.
Il est membre du International Tennis Hall of Fame depuis 1955.

## Palmarès en Grand Chelem

### Titres en double
|   | Date | Nom et lieu du tournoi    | Cat.      | ($) | Surf.        | Partenaire    | Finalistes               | Score         |
| 1 | 1885 | US Men's National Champ’s | G. Chelem |     | Herbe (ext.) | Richard Sears | Henry Slocum Percy Knapp | 6-3, 6-0, 6-2 |

### Titres en double mixte
|   | Date | Nom et lieu du tournoi             | Cat.      | ($) | Surf.        | Partenaire    | Finalistes                | Score              |
| - | ---- | ---------------------------------- | --------- | --- | ------------ | ------------- | ------------------------- | ------------------ |
| 1 | 1887 | US Men's National Champ’s, Newport | G. Chelem | 0   | Herbe (ext.) | L. Stokes     | Laura Knight E. D. Faries | 7-5, 6-4           |
| 2 | 1888 | US Men's National Champ’s, Newport | G. Chelem | 0   | Herbe (ext.) | Marian Wright | A. Robinson P. Johnson    | 1-6, 6-5, 6-4, 6-3 |